# Курт фон дер Шевалері
Курт фон дер Шевалері (нім. Kurt von der Chevallerie; 23 грудня 1891, Берлін — 18 квітня 1945, поблизу Кольберга, Померанія) — німецький воєначальник часів Третього Рейху, генерал від інфантерії Вермахту (1940). Кавалер Лицарського хреста з Дубовими листям (1943). Учасник Першої та Другої світових війн.

## Біографія
Курт Вільгельм Густав Ердманн фон дер Шевалері народився 23 грудня 1891 у Берліні.
Військова кар'єра
- 24 лютого 1910 — фанен-юнкер
- 18 жовтня 1910 — фенріх
- 18 серпня 1911 — лейтенант
- 11 серпня 1918 — обер-лейтенант
- 20 вересня 1918 — гауптман
- 1 лютого 1931 — майор
- 1 серпня 1933 — оберст-лейтенант
- 1 липня 1935 — оберст
- 1 травня 1939 — генерал-майор
- 1 січня 1941 — генерал-лейтенант
- 1 лютого 1942 — генерал від інфантерії

24 лютого 1910 поступив на військову службу фанен-юнкером до 5-го гвардійського гренадерського полку імперської армії Німеччини та одночасно прийнятий на навчання до військового училища в Нейссе. За часів Першої світової війни командир роти на Західному фронті. 21 липня 1915 поранений у бою. Після лікування та реабілітації повернувся до строю, бився на різних командних та штабних посадах. За час війни нагороджений Залізними хрестами обох ступенів і ще двома орденами.
у післявоєнний час залишився на військовій службі у Рейхсвері, командував ротою, батальйоном. З відновленням Вермахту з 15 жовтня 1935 — командир 38-го, а згодом 87-го піхотних полків. У Другу світову війну вступив на посаді начальника відділу Генерального штабу сухопутних військ. З 1 грудня 1939 командував 83-ю піхотною, що билася во Франції, а з 10 грудня 1940 — 99-ю легкою піхотною дивізіями.
На чолі дивізії брав участь у вторгненні до Радянського Союзу в червні 1941 року. Бився на південному фланзі німецько-радянського фронту, бої на заході України, в районі Києва. У жовтні 19431 відзначений Лицарським хрестом Залізного хреста.
З кінця 1941 генерал-лейтенант К.фон дер Шевалері керував LIX-им армійським корпусом, що вів бойові дії в районі Великих Лук, Веліжа.
У січні 1943 командир корпусу генерал від інфантерії К.фон дер Шевалері важко поранений. Восени повернувся до строю, бився на південній ділянці Східного фронту, під час Дніпровсько-Карпатської операції. 19 грудня 1943 нагороджений дубовим листям до Лицарського хреста.
З 21 квітня 1944 командувач 1-ї танкової армії Вермахту, веде бої на Західній Україні. З червня до вересня 1944 командувач 1-ї армії на Західному фронті. 6 вересня 1944 відправлений до резерву фюрера.
31 січня 1945 звільнений з лав збройних сил.
18 квітня 1945 під час бомбардування зник безвісти в районі міста Кольберг.